# أشوكاسندري
أشوكاسندري (السنسكريتية: अशोकसुन्दरी) هي إلهة الخيال الهندوسية وابنة الإلهين شيفا وبارفاتي. ذُكرت سيرتها في نصوص بادما بورانا. بعد أن خيم الحزن على بارفاتي تمنت أن ترزق بابن يرفع عنها حزنها، فتحققت رغبتها عند إحدى الأشجار المقدسة، فكانت أشوكاسندري.